# 波托尼區
波托尼區（西班牙語：Distrito de Potoni），是秘魯的一個區，位於該國東南部普諾大區的阿桑加羅省，始建於1854年5月2日，面積602.95平方公里，海拔高度4,148米，2005年人口6,242，人口密度每平方公里10人。